# Akcja „C”

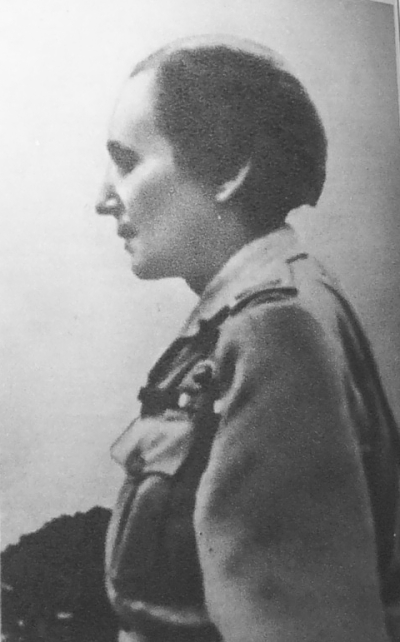
Major Wojska Polskiego Wanda Gertz „Lena”, która wykonała wyrok na konfidentce Gestapo w czasie akcji „C”.

Akcja „C” (Akcja zastrzeżona „C”, Akcja Czyszczenie) – akcja przeprowadzona w maju i czerwcu 1943 roku w Warszawie, zarządzona przez Kierownictwo Walki Podziemnej i wykonana siłami Armii Krajowej. Jej celem była likwidacja agentów, konfidentów oraz współpracowników okupanta    .

## Historia
Litera „C” jest inicjałem słowa „Czyszczenie”, co było celem akcji. Armia Krajowa zamierzała oczyścić szeregi z agentów Gestapo, konfidentów niemieckich współpracujących z Kripo oraz Sicherheitsdienstem. Celem tej akcji było również zwalczanie szantażystów, szmalcowników i kolaborantów z grona funkcjonariuszy polskiej policji pomocniczej oraz policji kryminalnej .
Przygotowywano ją od początku okupacji na podstawie informacji uzyskanych przez komórki akowskiego kontrwywiadu, które zbierały dowody na współpracę, a podziemny aparat sądowy na ich podstawie wydawał wyroki skazujące. Nazwiska skazanych wpisywano na listę, według której oddziały wykonawcze wykonywały później wyroki.
AK-owska komórka kontrwywiadu „C-9” (później nazywana „Wd-69”) określiła liczbę potencjalnych celów na ok. 120 nazwisk. Lista o kryptonimie „K” („Konfidenci”) składała się z dwóch części, z których pierwsza, licząca 54 nazwiska została przesłana jako załącznik do pisma nr 869 z dnia 30 kwietnia 1943 do ówczesnego szefa Kedywu Augusta Fieldorfa.

## Przebieg akcji
W akcji wzięły udział wszystkie warszawskie oddziały Armii Krajowej, a także współpracujące z Komendą Główną organizacje: Związek Syndykalistów Polskich oraz Pobudka.
Na przełomie maja i czerwca 1943 po raz pierwszy AK zaczęła wykonywać wyroki na szmalcownikach szantażujących Żydów oraz Polaków ich ukrywających poza murami warszawskiego getta. Za tę działalność wyroki wykonano na dwóch granatowych policjantach z XIII komisariatu Bronisławie C. oraz Antonim S.
Spośród osób, których nazwiska umieszczono na liście „K”, postrzelono także 3 marca 1943 roku mjr. Stanisława Szurko, 16 lipca raniono Tadeusza Mańczaka, zlikwidowano także 12 maja – posterunkowego policji granatowej Józefa Domaradzkiego, 26 maja – kapitana Ferdynanda Schapperta, 1 czerwca – plut. Michała Wojciechowskiego, 13 czerwca – kpr. Stanisława Ławskiego, 3 października – Wilhelma Westrycha.
W czasie akcji przeprowadzony został także pierwszy zamach polskiego podziemia, w którym udział wzięły tylko kobiety. Celem była konfidentka Gestapo określana jako Ch., której nazwisko zostało umieszczone na liście osób do usunięcia. Do jej eliminacji wyznaczono dwie kobiety ze złożonego z samych kobiet oddziału dywersyjno-sabotażowego Kedywu KG AK „Dysk”. W akcji wzięły udział: komendantka Dysku Wanda Gertz ps. Lena oraz komendantka grupy minerskiej Dysku Maria Jankowska ps. Margenta. Zanim kobiety wykonały wyrok, przez trzy tygodnie prowadzono obserwację mieszkania konfidentki znajdującego się na Mokotowie, aby poznać jej zwyczaje .
Dowództwo AK wyznaczyło kobiety do wykonania tego zamachu ze względu na to, że celem również była kobieta. Obawiano się jednak, że kobiety mogą nie podołać zadaniu i dlatego jako ubezpieczenie akcji wyznaczono obserwatora mężczyznę. Akcję ubezpieczał Sławomir Bittner ps. Maciej, który miał bardzo duże doświadczenie w działalności dywersyjnej polskiego podziemia. „Maciek” z odległości obserwował przebieg akcji, nie musiał jednak interweniować. Zamach przebiegł bez strat własnych oraz bez komplikacji, pomimo umiejscowienia w ruchliwym i niebezpiecznym miejscu miasta . 
Celem akcji „C” było kompleksowe uderzenie w agenturę niemieckiej policji bezpieczeństwa, SD oraz Kripo i jej całkowite zniszczenie na terenie Warszawy. Przyjęte założenia były jednak zbyt optymistyczne, ponieważ nie udało się zlikwidować wszystkich wyznaczonych osób. Okres dwóch miesięcy okazał się zbyt krótki, akcję przedłużono, a wyroki przeprowadzano także później w ramach walki bieżącej oraz innych podobnych akcjach jak Akcja Topiel oraz Akcja Główki .